# Uleophytum
Uleophytum, monotipski rod glavočika iz podtribusa Critoniinae, dio tribusa Eupatorieae. Jedina vrsta je peruanski endem U. scandens

## Opis
Rod Uleophytum uključuje jednu vrstu drvenaste loze iz Perua, poznatu samo iz zbirke tipova. Osim habitusa, ističe se širokim subsesilnim ili polusjedećim listovima (na veoma kratkim peteljkama) s grozdovima subsesilnih glavica u pazuhu.

## Sinonimi
Nema.